# Ignacy Skarbek-Malczewski
Ignacy Skarbek-Malczewski herbu Abdank (ur. ok. 1730 roku, zm. 16 lutego 1782 roku we wsi Łężek koło Śremu) –  pułkownik znaku husarskiego, marszałek wielkopolski konfederacji barskiej, starosta płowski.
Syn Macieja i Jadwigi z Przyjemskich.
Był elektorem Stanisława Augusta Poniatowskiego w 1764 roku i posłem na sejm elekcyjny z województwa kaliskiego.
W czerwcu 1768 r. przystąpił do konfederacji barskiej i walczył początkowo samodzielnie, a następnie pod dowództwem Jakuba Ulejskiego. 8 października w Kaliszu został obwołany regimentarzem, co zostało zatwierdzone 30 października w Pyzdrach.
Wziął udział w nierozstrzygniętej bitwie w Wieleniu, w dwa dni później w zwycięskiej potyczce pod Lwówkiem, poniósł klęskę najpierw 30 listopada  pod Wronkami, a 4 grudnia pod Łobżenicą. 29 grudnia 1768 roku w Koninie wybrany został na marszałka. Na początku stycznia 1769 roku rozpoczął akcję zmierzającą do rozszerzenia konfederacji w Prowincji Wielkopolskiej. Pomógł zbrojnie do zawiązania konfederacji łęczyckiej (12 stycznia), odnowienia sieradzkiej (15 stycznia) i gostyńskiej (28 stycznia), powstania sochaczewskiej (14 lutego) i w tym samym czasie konfederacji rawskiej. W ostatnich dniach stycznia 1769 roku zgromadził w Malanowie w powiecie kaliskim przeszło 4000 wojska. Pod Turskiem stoczył potyczkę z oddziałem wojsk rosyjskich. 9 lutego 1769 roku opanował podstępem twierdzę jasnogórską. 11 lutego stoczył w Częstochowie  przeszło 10 godzin trwającą bitwę. 8 i 9 marca ukarał śmiercią 5 przywódców dysydenckich tzw. buntu skwierzyńskiego. W trakcie przygotowań do wyprawy na Warszawę zaskoczony został przez Iwana Drewicza. Zgromadził w okolicach Łęczycy i Łowicza ok. 10 000 ludzi. Dążył do skonfederowania Prus Królewskich. Wymusił zawiązanie konfederacji pomorskiej (16 sierpnia), chełmińskiej (30 września) i malborskiej (30 września).  Posiadając 6000 wojska oraz duże zaufanie większości marszałków Prowincji Wielkopolskiej, zdecydował się na zrealizowanie planu opanowania Warszawy. Z konfederacjami gostyńską, kujawską, sochaczewską i częścią poznańsko-kaliskiej, w łącznej sile ok. 4 000 ludzi i 13 armat,  zbliżył się do stolicy. Pod Błoniem 11 lutego 1770 rozbił forpocztę 200 Rosjan, ale w dniu następnym, poniósł pod Zawadami klęskę. Gdy Generalność konfederacji barskiej  mianowała w połowie maja Józefa Zarembę komendantem konfederacji Prowincji Wielkopolskiej,  zdał mu swe oddziały i 4 lipca 1770 roku przybył do Preszowa. Po pobycie na Śląsku próbował bezskutecznie wpłynąć na obsadę wielkopolskich władz konfederacji barskiej. 29 grudnia 1770 roku stoczył pod murami Poznania zwycięską potyczkę, jednak na zjeździe ziemiańskim we Wschowie 7 grudnia 1771 roku pozbawiony został laski marszałkowskiej, a zarzucano mu zrujnowanie województw i różnego rodzaju przestępstwa. Sejm Rozbiorowy 1773-1775 za karę zabrał mu Płowce.
Jego żoną była od ok. r. 1751 Justyna z Węgorzewskich (zm. 1799). Mieli dwóch synów (Franciszka i Ksawerego) i cztery córki.
Jego bratankiem stryjecznym był Adam Jan Malczewski, zaś wnukiem był Adolf Ignacy Malczewski.
Bohater tragikomedii Jacka Kowalskiego Historia o Gogolewskim, 2001